# Arie de Winter
Arend Harm de Winter, meglio noto come Arie de Winter (Haarlem, 27 ottobre 1913 – 1º gennaio 1983), è stato un calciatore olandese, di ruolo attaccante.

## Carriera
Ha disputato 261 partite con la maglia dell'Haarlem. Ha fatto parte della nazionale di calcio dei Paesi Bassi al Campionato mondiale di calcio svoltosi in Francia nel 1938.